# Лепа Перовић
Лепосава Лепа Перовић (Машићи, код Бање Луке, 29. август 1911 — Београд, 2. септембар 2000) била је учесница Народноослободилачке борбе, друштвено-политичка радница СР Босне и Херцеговине и  СФР Југославије.

## Биографија
Рођена је 29. августа 1911. године у селу Машићи, код Бање Луке. Потицала је из многочлане породице Ђорђа и Зорке Перовић, који су поред ње имали још пет ћерки — Љубицу, Даницу, Душанку, Јелу и Браниславу, као и три сина — Стеву, Вељка и Душана. Основну школу је завршила у родном месту, а потом се школовала у Бањој Луци, где је завршила гимназију и Учитељску школу, 1931. године. Још у току школовања приступила је револуционарном омладинском покрету.
Године 1932. је ступила у учитељску службу и прво радно место добила у селу Међувође, у Поткозарју. Идуће године отишла је у Београд на тромесечни курс за фискултуру и тамо се укључила у револуционарни раднички покрет. У њеном стани је био штампан лист „Ударник“, који је био илегално гласило Комунистичке партије Југославије (КПЈ). Маја 1933. године је била ухапшена у великој полицијској провали и изведена пред Државни суд за заштиту државе, али је услед недостатка доказа била ослобођена. Тада је упознала свог будућег супружника Кочу Поповића.
У јесен 1933. године добила је премештај у село Паштрић, код Мионице, у тадашњем Колубарском срезу. По доласку у ово село, укључила у рад тамошње партијске организације и у јесен 1934. године је примљена у чланство КПЈ, а нешто касније и у чланство Месног комитета КПЈ за Мионицу. Поред рада са децом, активно је политички деловала међу сељацима, а поготово међу женама, радећи на њиховом политичком и културном уздизању.
Због политичког деловања међу сељацима, 1935. године је по казни била премештена у једно друго село у Ваљевском срезу, а потом у село Буђево, код Сјенице и на крају у Босну. Године 1937. је била оптужена за комунистичку делатност пред Окружним судом у Бањој Луци и одлуком Министарства просвете отпуштена из учитељске службе. Тада је прешла у Београд и почела да ради у текстилној фабрици „Елка“, на Дорћолу. Наставила је да политички делује и крајем 1937. године је са Рашелом Барух, у фабрици организовала штрајк против лоших услова рада.
Године 1939. је била изабрана за секретара једног Рејонског комитета, а нешто касније и за секретара Месног комитета легалне Странке радног народа и члана илегалног Месног комитета КПЈ за Београд. Као члан Месног комитета, по партијском правилу била је члан партијске ћелије аеронаутичара и са њима је током 1940. године активно радила на припреми великог штрајка аеронаутичких радника, који је избио половином маја. Такође је активно учествовала и у припреми великог штрајка текстилних радника, у октобру исте године.
Јануара 1941. године је била ухапшена и у притвору држана све до 5. априла, дана уочи немачког бомбардовања Београда. После окупације земље, по партијском задатку је отишла у Сарајево, где је преузела функцију секретара Месног комитета КПЈ за Сарајево и члана Покрајинског комитета КПЈ за Босну и Херцеговину. Августа 1941. године је била ухапшена, али је десетак дана касније, уз помоћ партијске организације, успела да побегне из усташког затвора и пребаци се у Мостар. У Мостару, је веома кратко илегално боравила, а потом је у септембру прешла на ослобођену територију источне Херцеговине, а потом на слободну територију на Романији и Јахорини. Фебруара 1942. године, по партијском задатку је била упућена у Босанску крајину, а крајем године је упућена у Хрватску. Са ослобођене територије на Банији, пребацила се у окупирани Загреб. Тамо је радила као члан Повереништва Централног комитета КП Хрватске за северну Хрватску.
Крајем 1943. године је напустила Загреб и прешла на ослобођену територију северне Хрватске, где је била секретар Обласног комитета КПХ за северну Хрватску. У лето 1944. године била је поново пребачена у Босанску крајину, а пред крај је прешла у Тузлу, где је обављала дужност организационог секретара Обласног комитета КПЈ за источну Босну.

### Послератни период
После ослобођења Југославије, 1945. године била је секретар АФЖ Босне и Херцеговине па потом члан Извршног комитета ПК КПЈ за Босну и Херцеговину. Крајем исте године је прешла у Београд, где се налазила на разним функцијама у савезним органима. Између осталог била је на функцијама — секретара и потпредседника Савезне контролне комисије, члан централног одбора АФЖ Југославије, члан Савезног одбора Социјалистичког савеза радног народа Југославије (ССРНЈ) и члан Централног комитета Савеза комуниста Босне и Херцеговине. Као историчар уметности од 1961. године, била је директор Галерије фресака у Београду.
Била је бирана за народног посланика у првом сазиву Народне скупштине НР Босне и Херцеговине, а до 1967. године је била посланик Просветно-културног већа Савезне скупштине СФРЈ.
Од 1946. године је живела у ванбрачној заједници са Кочом Поповићем, књижевником-надреалистом, учесником Шпанског грађанског рата, чланом Централног комитета СКЈ, Савезним секретаром за иностране послове СФРЈ и народним херојем Југославије. Заједно са невенчаним супругом сакупљала је уметничка дела, стварајући богату колекцију, коју је даровала општини Лазаревац, где се данас у Модерној галерији Центра за културу Лазаревца налази „Легат Лепе Перовић“ и Историјском архиву града Београда, где се данас налази „Легат Константина-Коче Поповића и Лепосаве-Лепе Перовић“.
Преминула је 2. септембра 2000. у Београду. Сахрањена је у породичној гробници на Новом гробљу у Београду.
Носилац је Партизанске споменице 1941. и других југословенских одликовања, међу којима су — Орден народног ослобођења, Орден заслуга за народ са златним венцем, Орден братства и јединства са златним венцем, Орден рада са црвеном заставом и Орден за храброст. Од иностраних се истиче Орден Доброчинства ранга великог командира, резервисан искључиво за даме, додељен од стране грчке краљице Фредерикe.